# جاتروسین
جاتروسین (به لاتین: Jutrosin) یک شهر و گمینا در لهستان است که در گمینا یوتروشن واقع شده‌است. جاتروسین ۱٫۶۲ کیلومتر مربع مساحت و ۱٬۸۷۲ نفر جمعیت دارد.